# Nuestra Señora del Pilar de Zaragoza (barco)

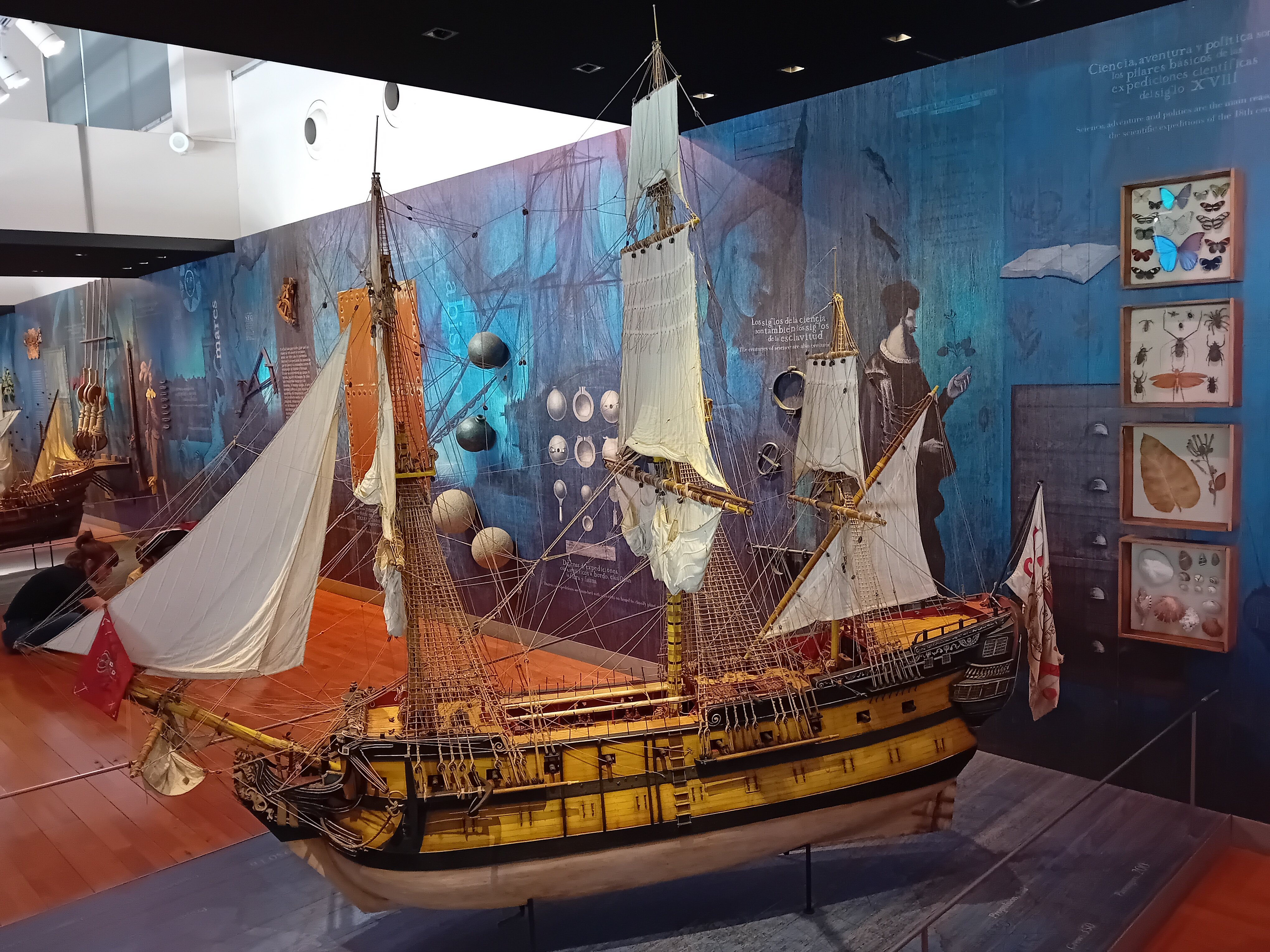
Maqueta del Nuestra Señora del Pilar de Zaragoza en el Pabellón de la Navegación de Sevilla

El Nuestra Señora del Pilar de Zaragoza es un galeón de Manila, siendo estos los barcos que cubrían los viajes españoles entre Filipinas y América a través del Océano Pacífico.
Se construyó en Cavite en 1731 y fue alistado en 1733, siendo gemelo del barco Nuestra Señora de Covadonga, que tuvo similar misión. Partió el 1 de agosto de 1750 de Manila a cargo del General Martínez de Faura. El 28 de agosto de 1750 fue sobrecargado de cajas de contrabando en el puerto de San Jacinto (Isla de Ticao) y partió el 1 de septiembre, sin que nadie volviera a saber más de él.
El barco tenía capacidad para 22 cañones de 18 libras, 22 cañones de 14 libras, 6 cañones de 10 libras y 10 pedreros de 2 libras. Tenía 34 metros de eslora, 9,5 metros de manga, un calado de 5 metros, un desplazamiento de mil toneladas y albergaba una tripulación de 460 hombres. En el momento de su última partida llevaba 2 cañones de 18 libras en la primera batería, 22 cañones de 10 libras en la segunda, 6 cañones de 6 libras en el alcázar y 10 pedreros en toldilla y castillo. En 1733 no se ponía el nombre a los navíos, de modo que en lugar del nombre tenía un escudo de la ciudad de Manila.